# 392728 Zdzisławłączny
392728 Zdzislawlaczny è un asteroide della fascia principale esterna. Scoperto nel 2012, presenta un'orbita caratterizzata da un semiasse maggiore pari a 2,854276 UA e da un'eccentricità di 0,111021, inclinata di 8,745876° rispetto all'eclittica.
Fa parte della famiglia di asteroidi 1993 FY12.
Dal 10 agosto 2014 all'8 ottobre 2014, quando 402920 Tsawout ricevette la denominazione ufficiale, è stato l'asteroide denominato con il più alto numero ordinale. Prima della sua denominazione, il primato era di 385446 Manwë.
L'asteroide è dedicato al polacco Zdzisław Łączny.
È il primo asteroide la cui denominazione, avvenuta il 10 agosto 2014, contenga il carattere ą.